# Битва на Вырке
Битва на Вырке — сражение в ходе восстания Болотникова, произошедшее на реке Вырка близ Калуги.
Собранное Лжепетром в Путивле повстанческое войско во главе с князьями Телятевским и Мосальским шло на выручку Болотникову, который находился в осаде в Калуге. По данным Исаака Массы оно состояло из поляков, запорожских казаков и русских и насчитывало 30 тысяч человек, что, вероятно, является преувеличением. Войско повстанцев нанесло царским войскам поражение в битве под Венёвом, затем оно разделилось на две части. Телятевский успешно привёл часть повстанческого войска с Лжепетром в Тулу, а Мосальский отправился прямиком к Калуге. На реке Вырке его войско столкнулось с царским войском во главе с Иваном Романовым, Данилой Мезецким и Михаилом Нагим. В ходе крайне ожесточённого сражения, длившегося «день и ночь», был ранен в ногу Данило Мезецкий, однако победа осталась за царскими ратниками. Мосальский был ранен, пленён и вскоре скончался. Также царские полки взяли наряд (артиллерию) и обоз повстанческого войска.
«Новый летописец» сообщает о том, что «достальные ж воры многие на зелейных бочках сами сидяху и под собою бочки с зельем зажгоша и злою смертью помроша». Таким образом, часть повстанцев предпочла смерть плену.
Наградой отличившимся царским воеводам стали присланные Василием Шуйским золотые.
Почти одновременно с битвой на Вырке другое царское войско одержало победу над повстанцами в битве под Серебряными Прудами в Венёвском уезде.